# Yōseikan-ryū
Le yōseikan-ryū est une forme traditionnelle de karaté japonais non compétitif. Les combats, dans cette forme de karaté, ont pour but non pas de déterminer un gagnant mais simplement l'apprentissage. Chaque combat est vu comme un échange de connaissances et de techniques. De là repose la philosophie du yōseikan-ryū: « bien-être et prospérité mutuels ».
Au Québec, contrairement au karaté shōtōkan, qui est plus répandu, plus compétitif et qui se pratique avec plus de force, le karaté yōseikan-ryū privilégie la rapidité du mouvement ; la force étant utilisée au dernier moment du mouvement seulement.
Au Japon, c’est le maître Minoru Mochizuki (1907-2003) qui créa les premières formes du yōseikan-ryū dans les années 1930.
Littéralement le terme yōseikan-ryū veut dire :
- yō : connaissance ;
- sei : franchise ;
- kan : lieux.

Donc l’on peut résumer le mot yōseikan par « l'endroit où l'on développe la vérité ».
Le mot ryū, lui, se traduit par les mots style ou école.
Au Québec, c’est Aymé Favre (examen de son premier dan par Maître Hiroo Mochizuki), qui importa le karaté en 1957. C'est à partir des meilleurs éléments du shōtōkan, du shito-ryu et du wado-ryu que Maître Favre élabora une nouvelle forme de karaté. Il batisa ce style de karaté "Yoseikan" en l'honneur du grand maître de karaté japonais, Me Gichin Funakoshi. Afin de se distinguer des autres styles de karaté du même nom, en 1972 Me Favre nomma définitivement son style Yoseikan-Ryu".
Maître Favre enseignit ses techniques à Jacques Marleau et Jim Hartnell. C'est à Montréal, à la Maison de Radio-Canada, en 1973 que ses deux élèves ont ouvert le tout premier dojo Yoseikan-Ryu au Canada.
"L’Association Yoseikan-Ryu" regroupa, en 1980, trois dojos, l'école de Radio-Canada et deux écoles de Laval (St-Sylvain et St-Julien-Eymard).
En 1983, André Bertrand ouvrit un dojo à La Prairie. Puis Michel Shaheen, en ouvrit un à Longueuil. En 2001, Pierre Pichette ouvrit son dojo à Pointe-Aux-Trembles. Michel Cayer ouvrit son dojo à Mascouche en 1991 sous le nom de Club d'Arts Martiaux Michel Cayer fondé par Rénald Leclerc (élève de Aymé Favre). Avec le Club d'Arts Martiaux à St-Jérome de Benny Bissonnette, ce sont maintenant, les cinq seuls dojos de yoseikan-Ryu qui sont encore en opération. 
Ce style est à distinguer du Yoseikan Budo, du Yoseikan Aikido, du Yoseikan Karaté-Do et de sa Fédération (Fédération Yoseikan Karaté-Do).